# Scara de mătase
Scara de mătase (în italiană La scala di seta) este o operă (farsă comică) într-un act de Gioachino Rossini după un libret de Giuseppe Maria Foppa, compusă în luna mai 1812.
Premiera operei a avut loc la Teatro San Moisé din Veneția în ziua de 21 mai 1813.

## Personajele principale
- Durmont, tutore (tenor)
- Giulia, fiica sa (soprană)
- Lucilla, verișoara Giuliei (soprană)
- Dorvil (tenor)
- Blansac (bas)
- Germano, servitorul lui Durmont (buf)